# Georgi Pejev
Georgi Ivanov Pejev (bolgár nyelven: Георги Иванов Пеев) (Szófia, 1979. március 11. –) bolgár válogatott labdarúgó. Testvére, Daniel Pejev a Vitosa Bisztrica játékosa.

## Pályafutása
2007 és 2016 között az orosz Amkar Perm játékosa volt, előtte Ukrajnában és hazájában játszott.
A válogatott tagjaként részt vett a 2004-es Európa-bajnokságon.

## Sikerei, díjai
- Dinamo Kijiv
  - Ukrán bajnok: 2001, 2003, 2004
  - Ukrán kupa: 2003, 2005
  - Ukrán szuperkupa: 2004